# Павловский, Рафаил Семёнович
Рафаил Семёнович Павловский (1924—1989) — советский правовед. Доктор юридических наук, профессор. Участник Великой Отечественной войны, командир батареи 134-го артиллерийского полка 172-й стрелковой дивизии 13-й армии 1-го Украинского фронта, Герой Советского Союза, старший лейтенант.

## Биография
Родился в семье служащего. Еврей. Окончил 7 классов. Член КПСС с 1943 года.
В РККА с июня 1942 года. Окончил ускоренный курс Рязанского артиллерийского училища в 1943 году.
В действующей армии с апреля 1943 года. Огнём батареи 27 января 1945 года прикрыл переправу передовой роты через Одер в районе населённого пункта Нистиц (ныне Nieszczyce, гмина Рудна, Любинский повят, Нижнесилезское воеводство, Польша) и захватил вместе с ней плацдарм на левом берегу реки. Три дня отражал натиск гитлеровцев на плацдарме, обеспечив удержание его до подхода главных сил дивизии. Батарея уничтожила 1 танк, 3 БТР, 13 огневых точек противника. Звание Героя Советского Союза присвоено 10 апреля 1945 года.
В последних боях Великой Отечественной войны, когда шло сражение на улицах Праги, был тяжело ранен. После лечения в госпитале признан негодным для службы в армии.
В 1950 году окончил Харьковский юридический институт, аспирантуру. С 1953 года на преподавательской работе. В 1972 году назначен заведующим кафедрой административного права Харьковского юридического института. Автор более 120 научных и научно-методических работ.
Среди его учеников был И. Г. Цесаренко.
В Национальном юридическим университете сложилась традиция ежегодного возложения цветов на могилы учёных университета — фронтовиков, похороненных на 2-м городском кладбище Харькова: В .Ф. Маслова, Р. С. Павловского, А. И. Рогожина, А. И. Свечкарёва, В. В. Сташиса, Н. Н. Страхова и М. В. Цвика.

## Награды
Указом Президиума Верховного Совета СССР от 10 апреля 1945 года за мужество и героизм, проявленные при захвате и удержании плацдарма на Одере старшему лейтенанту Рафаилу Семёновичу Павловскому присвоено звание Героя Советского Союза с вручением ордена Ленина и медали «Золотая Звезда» (№ 8805).

Бюст Рафаилу Павловскому на Аллее Героев в Борисполе

Награждён орденами Отечественной войны 1-й степени(1944-за то.что в период боев с 17 по 23 июля батарея Павловского уничтожила и подавила 11 пулеметов,1 ДОТ ,7 ДЗОТов 7 минометных и 4 артбатареи,100 солдат противника,18 мотоциклов,14 автомашин,8 повозок), Красной Звезды(1944-за уничтожение 2 блиндажей,2 пулеметных точек,2 НП, и подавление 3 минометных батарей и 4 пулеметных точек), медалями. Лауреат Государственной премии Украинской ССР (1981).

## Память
Похоронен на кладбище № 2 в Харькове.